# 山田邦博 (アナウンサー)
山田 邦博（やまだ くにひろ、1952年6月30日 - ）は、熊本放送（RKK）アナウンサー。
長崎県長崎市出身。中学、高校では剣道をやっていた。福岡大学ではアナウンス研究会に所属。大学卒業後1975年RKKに入社。血液型はAB型。座右の銘は「人間万事塞翁が馬」。
高校野球中継で、5回終了時でそこでコールドゲームではなかったが「試合終了」と実況したというエピソードがある。

## 担当番組
- ニュース番組

### ラジオ
- あなたの選んだ歌謡曲[1]
- ダイヤルワイド[1]
- おはよう文庫（月～金 5:55～5:58、「生島ヒロシのおはよう一直線」内で放送）